# Michail Michailowitsch Chodarjonok
Michail Michailowitsch Chodarjonok (russisch Михаил Михайлович Ходарёнок, wiss. Transliteration Michail Michajlovič Chodarënok; * 20. Februar 1954 in Tallinn, Estnische Sozialistische Sowjetrepublik) ist ein russischer Oberst a. D., Militärexperte und Journalist.

## Leben
Chodarenok war zunächst Luftwaffenoffizier, diente dann in der Hauptdirektion des Generalstabs der russischen Streitkräfte und ließ sich vorzeitig in die Reserve versetzen, um journalistisch tätig zu werden.

## Beiträge
- Im russischen Auslands-Fernsehsender Russia Today sind seine Analysen, auch zum Ukrainekrieg, regelmäßig zu hören.

- Aufsehen erregte seine skeptische, der offiziellen Lesart zuwiderlaufende Einschätzung von Voraussetzungen und Verlauf des am 24. Februar 2022 begonnenen russischen Überfalls auf die Ukraine[1]

Am 3. Februar 2022 veröffentlichte er in der Nesawissimaja gaseta unter dem Titel „Vorhersagen blutrünstiger Politologen“ seine Einschätzung.
In diesem Artikel nannte Chodarjonok Ideen, die eine Eroberung der Ukraine inert Stunden vorhersagen, als völlige Ignoranz der Lage und Stimmung in der Ukraine – niemand dort werde die russischen Streitkräfte mit Brot, Salz und Blumen empfangen. Selbst die große Mehrheit der russischsprachigen Bevölkerung im Osten der Ukraine unterstütze das Projekt „Neurussland“ nicht. Auch ein „mächtiger Feuerschlag“, werde nicht ausreichen, um die ganzen ukrainischen Streitkräfte lahmzulegen; abgesehen davon hätte Russland nicht die benötigte Anzahl an hochpräzisen Waffen. Selbst Luftüberlegenheit bringe keinen schnellen Sieg, wie die Konflikte in Afghanistan oder Tschetschenien zeigten. Wobei die damaligen Gegner gar keine Luftwaffe hatten, wohingegen die Ukraine, wenn auch begrenzt, über Kampfflugzeuge und Luftabwehr verfügt und es nicht auszuschließen ist, dass weiteres Gerät aus dem Westen geliefert wird. Auch sind die ukrainischen Streitkräfte seit 2014 qualitativ auf NATO-Standard ausgerichtet worden und haben moderne Waffen der NATO erworben. Weiter schrieb Chodarjonok, die ukrainischen Streitkräfte seien den russischen natürlich deutlich unterlegen, jedoch solle man den Gegner nie unterschätzen. Die Annahme, dass der Westen keine Soldaten in die Ukraine schicken werde, sei wohl richtig, das schließe aber nicht aus, dass westliche Länder eine massive Unterstützung durch Lieferung von Waffen und Material beschließen könnte. Chodarjonok nahm an, dass die Vereinigten Staaten und andere NATO-Länder eine Art Reinkarnation von Lend-Lease nach dem Vorbild des Zweiten Weltkriegs beginnen werden. Ein Einrücken von Freiwilligen aus dem Westen, der sehr zahlreich sein kann, sei nicht ausgeschlossen. Auch habe die russische Fachwelt wohl vergessen, dass ein Kampf in einer Großstadt das beste Schlachtfeld für einen unterlegenen Gegner ist, da viele Kämpfer auf kleinstem Raum versteckt operieren und mit Nachschub versorgt werden können.
Abschließend mahnte Chodarjonok, ein bewaffneter Konflikt mit der Ukraine liege derzeit grundsätzlich nicht im nationalen Interesse Russlands und man solle, um einen Reputationsverlust zu vermeiden, darauf verzichten.
- Am 16. Mai 2022 überraschte er in der Talkshow von Olga Skabejewa des Staatssenders Rossija 1 live mit seiner Analyse der Behauptungen der russischen Staatspropaganda, die er als „Info-Sedativa“ kritisierte.

Die Behauptung, dass es einen moralischen und psychischen Zusammenbruch in der ukrainischen Armee gäbe, sei nicht wahr. Es seien Einzelfälle; man müsse aber das ganze Bild sehen. Die Ukraine kann eine Million Mann bewaffnen, nicht aus eigener Kraft, aber sobald Lend-Lease der USA in Kraft tritt und vorausgesetzt die europäische Unterstützung setzt voll ein, müsse Russland demnächst mit einer solchen Armee rechnen und sich darauf vorbereiten, dass sich die Lage für Russland verschlimmern werde. Das Dogma, an dem einige Politexperten festhalten, dass Berufssoldaten automatisch professionell sind, sei falsch. Es sei nicht wichtig, wie die Truppen aufgeboten wurden, sondern ihre Ausbildung, ihre Moral, ihre Bereitschaft Blut für ihr Land zu vergießen, das mache ihre Professionalität aus. Das Verlangen, ihr Land zu verteidigen, existiere sehr wohl und sie seien bereit, bis zum letzten Mann zu kämpfen.
Was die NATO betrifft, sagte Chodarjonok, man müsse politisch und militärtechnisch realistisch sein, andernfalls werde die Realität Russland früher oder später sehr hart treffen. Es sei lächerlich, gegenüber den NATO-Beitrittskandidaten Finnland und Schweden 'mit Raketen zu fuchteln'.
Chodarjonok sagte, das größte militärische und politische Problem an der Situation Russland sei, dass es geopolitisch total isoliert sei. Fast die ganze Welt sei gegen Russland und die Unterstützung Chinas und Indiens sei nicht bedingungslos.
Eine ARD-Journalistin wies darauf hin, es gehöre zum Format der Sendung, sich gegenseitig ins Wort zu fallen, laut zu werden, den anderen zu übertönen. In der Runde der Diskutanten sei immer ein Teilnehmer, der mit kritischen Aussagen provoziert. In dieser Sendung sei wenig dem Zufall überlassen. Vieles klinge so, als ob die Bevölkerung auf eine neue Phase des Krieges vorbereitet werden solle.
- Am 19. Mai 2022 trat er in derselben Sendung wie am 16. Mai noch einmal auf, jedoch mit einer grundlegend anderen Einstellung. So prahlte er mit der überlegenen Qualität der russischen Waffen im Vergleich zu denen des Westens, hatte nun volles Vertrauen in das russische Oberkommando, ihre Ziele zu erreichen und hielt jetzt die Möglichkeiten der Ukrainer zu einem Gegenangriff für stark übertrieben. Weiter führte er aus, die russischen Streitkräfte würden ausländische Waffen gezielt aufspüren und zerstören, sodass nur noch die Erinnerung an die amerikanischen Haubitzen zurückbliebe.[7][8]

## Publikation
- Щит и Меч нашей Родины (Ščit i Meč našej Rodiny). Algoritm, Moskva 2016, 285 S. OCLC 958224705